# Церква Мікаеля Агріколи
Церква Мікаеля Агріколи (фін. Mikael Agricolan kirkko) - лютеранська церква у фінській столиці Гельсінкі, в районі Пунавуорі. Названа на честь єпископа Мікаеля Агріколи.
Проект будівлі виконаний архітектором Ларсом Сонком, а будівництво проводилося в період з 1933 по 1935 роки. Незважаючи на те, що умовою архітектурного конкурсу було створення проекту в традиційному стилі, першу премію отримав проект в стилі функціоналізму. Церковний зал розрахований на 850 сидячих місць. Висота дзвіниці складає 97 метрів (103 метра над рівнем моря). Тридцятиметровий шпиль церкви при необхідності можна засовувати всередину вежі (в роки Другої світової війни шпиль засовувався, щоб церква не була орієнтиром під час нальотів іноземної авіації на Гельсінкі).